# 光首鬍鯰
光首鬍鯰，為輻鰭魚綱鯰形目塘虱魚科的其中一種，分布於非洲賴比瑞亞聖保羅河以東至迦納佛塔河流域，棲息在底層水域，本魚頭部寬而橢圓形;後頭骨囪門相當長而橢圓形，齒板相當寬，胸棘相當細而且些微地彎曲。鰓耙小且細長並遠遠地豎立，鰓前的器官部份地裝滿腔室，第二感覺管的開口規則排列，背鰭軟條74-93枚;臀鰭軟條60-75枚，體長可達31.7公分。

## 扩展阅读
維基物種上的相關：光首鬍鯰